# Apolipoprotein C2
Apolipoprotein C2 (Apolipoprotein C-II) je protein kojeg kod čovjek kodira gen APOC2. Protein nalazimo u krvi čovjek kao dio lipoproteinskih čestica lipoproteina vrlo male gustoće (VLDL) i hilomikrona. Protein aktivira enzim lipoproteinska lipaza na kapilarama koji hidrolizira trigliceride, te tako nastaju slobodne masne kiseline za korištenje u stanicama. Mutacije gena APOC2 uzrokuju hiperlipoproteinemiju tip Ib koju karakterizira hipertrigliceridemija, ksantomi, povećan rizik od upale gušterače (pankreatitis) i rana ateroskleroza.